# Willy Mücke
Willy Mücke (* 20. Juli 1888 in Posen; † 1968) war ein deutscher Admiralarzt der Kriegsmarine.

## Leben
Willy Mücke war ein Sohn eines Königlichen Oberbahnassistenten.
Er trat am 1. April 1907 in die Kaiserliche Marine ein. Ab Sommersemester 1910 studierte er, nachdem er bereits an der Universität Jena und München war, an der Universität Rostock Medizin. Während seines Studiums wurde er 1907 Mitglied der Burschenschaft Teutonia Jena. Nachdem er Mitte März 1912 seine ärztliche Prüfung mit dem Thema Die Wirkung von experimenteller Phosphorvergiftung auf mütterliches und f[o]etales Lebergewebe abgelegt hatte, erhielt er seine Approbation zum 4. Juni 1913. Bis Oktober 1914 war er als Hilfsarzt auf der Wittelsbach und kam dann bis November 1915 in der gleichen Position auf die Friedrich der Große. Bis Kriegsende war er u. a. Hilfsarzt beim Marine-Kriegslazarett 1, Regimentsarzt beim Marine-Infanterie-Regiment Nr. 2 der 3. Marine-Division und im Stab der 2. Marine-Division. Am 24. April 1916 war er zum Marine-Stabsarzt befördert worden.
Nach dem Krieg wurde er in die Reichsmarine übernommen und hier am 1. Juli 1926 Marine-Oberstabsarzt. Am 1. April 1931 zum Marine-Generaloberarzt befördert, war er im gleichen Jahr als Oberarzt am Marinelazarett Wilhelmshaven. Er wurde als Flottenarzt (Beförderung am 1. Oktober 1934) später von Oktober 1934 bis Januar 1942 Werftoberarzt der Marinewerft Wilhelmshaven. Vom 21. August 1939 bis 3. September 1939 war er als Admiralarzt vertretungsweise Stationsarzt und Chef des Sanitätsamtes bei der Marinestation der Nordsee in Wilhelmshaven. 1941 wurde er zum Admiralarzt befördert.
Hauptamtlich war er von Januar 1942 bis Ende März 1945 Leiter der Abteilung Sanitätsdienste der KM-Betriebe im Oberkommando der Marine bzw. im Marinemedizinalamt. In dieser Position wurde er am 1. Januar 1943 zur Verfügung gesetzt.
Nach dem Krieg war er als Facharzt für Inneres in Bad Homburg tätig.
Mücke war mit Bertha Marie Elisabeth, geb. Kretzschmar, verheiratet und war Mitglied der Deutschen Gesellschaft für Innere Medizin.